# Pointe-à-Raquette
Pointe-à-Raquette (em crioulo, Pwentarakèt), é uma comuna do Haiti, situada no departamento do Oeste e no arrondissement de Ilha de La Gonâve. De acordo com o censo de 2003, sua população total é de 22.886 habitantes.